# Отладка программы
Отла́дка — этап разработки компьютерной программы, на котором обнаруживают, локализуют и устраняют ошибки. Чтобы понять, где возникла ошибка, приходится:
- узнавать текущие значения переменных;
- выяснять, по какому пути выполнялась программа.

Запись в журнале компьютера из Марк II, с мотыльком, приклеенным к странице

Существуют две взаимодополняющие технологии отладки:
- Использование отладчиков — программ, которые включают в себя пользовательский интерфейс для пошагового выполнения программы: оператор за оператором, функция за функцией, с остановками на некоторых строках исходного кода или при достижении определённого условия.
- Вывод текущего состояния программы с помощью расположенных в критических точках программы операторов вывода — на экран, принтер, громкоговоритель или в файл. Вывод отладочных сведений в файл называется журналированием.

## Место отладки в цикле разработки программы
Типичный цикл разработки, за время жизни программы многократно повторяющийся, выглядит примерно так:
1. Программирование — внесение в программу новой функциональности, исправление существующих ошибок.
2. Тестирование (ручное или автоматизированное; программистом, тестировщиком или пользователем; «дымовое», в режиме чёрного ящика или модульное) — обнаружение факта ошибки.
3. Воспроизведение ошибки — выяснение условий, при которых ошибка случилась. Это может оказаться непростой задачей при программировании параллельных процессов и при некоторых необычных ошибках, известных как гейзенбаги.
4. Отладка — обнаружение причины ошибки.

## Инструменты
Отладка часто требует высокой квалификации и значительных ресурсов. Способности программиста к отладке — важный фактор в обнаружении источника проблемы, но сложность отладки сильно зависит от используемого языка программирования и инструментов, в частности, отладчиков.

### Инструменты отладки
Отладчик — это программный инструмент, позволяющий программисту наблюдать за выполнением исследуемой программы, останавливать и перезапускать её, прогонять в замедленном темпе, изменять значения в памяти и даже, в некоторых случаях, возвращать назад по времени.
Также полезными инструментами в руках программиста могут оказаться:
- Профилировщики. Они позволят определить, сколько времени выполняется тот или иной участок кода. Анализ покрытия позволяет выявить неисполняемые участки кода
- API логгеры позволяют отследить взаимодействие программы и Windows API при помощи записи сообщений Windows в лог
- Дизассемблеры позволяют посмотреть ассемблерный код исполняемого файла
- Снифферы помогут отследить сетевой трафик, генерируемый программой
- Снифферы аппаратных интерфейсов позволяют увидеть данные, которыми обмениваются система и устройство
- Логи системы.

Использование языков программирования высокого уровня обычно упрощает отладку, если такие языки содержат, например, средства обработки исключений, сильно облегчающие поиск источника проблемы. В низкоуровневых языках ошибки могут приводить к незаметным проблемам — например, повреждениям памяти и утечкам памяти. Тогда бывает довольно трудно определить, что стало первоначальной причиной ошибки. В этих случаях могут потребоваться сложные приёмы и средства отладки.

«Наш личный выбор — стараться не использовать отладчики, кроме как для просмотра стека вызовов
или же значений пары переменных. Одна из причин этого заключается в том, что
очень легко потеряться в деталях сложных структур данных и путей исполнения программы.
Мы считаем пошаговый проход по программе менее продуктивным, чем усиленные размышления и
код, проверяющий сам себя в критических точках.
Щёлканье по операторам занимает больше времени, чем просмотр сообщений
операторов выдачи отладочной информации, расставленных в критических точках.
Быстрее решить, куда поместить оператор отладочной выдачи, чем проходить шаг за шагом
критические участки кода, даже предполагая, что мы знаем, где находятся
такие участки. Более важно то, что отладочные операторы сохраняются в программе,
а сессии отладчика переходящи.
Слепое блуждание в отладчике, скорее всего, непродуктивно. Полезнее использовать отладчик,
чтобы выяснить состояние программы, в котором она совершает ошибку, затем
подумать о том, как такое состояние могло возникнуть. Отладчики могут быть сложными
и запутанными программами, особенно для новичков, у которых они вызовут скорее недоумение,
чем принесут какую либо пользу…»
«Отладка сложна и может занимать непредсказуемо долгое время,
поэтому цель в том, чтобы миновать большую её часть. Технические приёмы,
которые помогут уменьшить время отладки, включают хороший дизайн,
хороший стиль, проверку граничных условий, проверку правильности исходных
утверждений и разумности кода, защитное программирование, хорошо разработанные интерфейсы,
ограниченное использование глобальных переменных,
автоматические средства контроля и проверки. Грамм профилактики
стоит тонны лечения.»
— Брайан Керниган и Роб Пайк

### Инструменты, снижающие потребность в отладке
Другое направление — сделать, чтобы отладка нужна была как можно реже. Для этого применяются:
- Контрактное программирование — чтобы программист подтверждал другим путём, что ему на выходе нужно именно такое поведение программы. В языках, в которых контрактного программирования нет, используется самопроверка программы в ключевых точках.
- Модульное тестирование — проверка поведения программы по частям.
- Статический анализ кода — проверка кода на стандартные ошибки «по недосмотру».
- Высокая культура программирования, в частности, паттерны проектирования, соглашения об именовании и прозрачное поведение отдельных блоков кода — чтобы объявить себе и другим, каким образом должна вести себя та или иная функция.
- Широкое использование проверенных внешних библиотек.

## Безопасность программного кода и отладка
В программном коде может быть так называемое недокументированное поведение — серьёзные ошибки, которые не проявляются при нормальном ходе выполнения программы, однако весьма опасны для безопасности всей системы в случае целенаправленной атаки. Чаще всего это результат ошибок программиста. Наиболее известные примеры — это SQL-инъекция и переполнение буфера. В данном случае задача отладки это:
- Выявление недокументированного поведения системы
- Устранение небезопасного кода

Выделяют такие методы:
- статический анализ кода. На этой фазе программа сканер ищет последовательности в исходном тексте, соответствующие небезопасным вызовам функций и т. д. Фактически идет сканирование исходного текста программы на основе специальной базы правил, которая содержит описание небезопасных образцов кода.
- фаззинг. Это процесс подачи на вход программы случайных или некорректных данных и анализ реакции программы.
- Reverse engineering (Обратная инженерия). Этот случай возникает, когда независимые исследователи ищут уязвимости и недокументированные возможности программы.